# Пардик
Пардик је насеље у Србији у општини Ражањ у Нишавском округу. Према попису из 2022. било је 242 становника (према попису из 1991. било је 489 становника).

Овде се налазе Запис Јовановића крушка (Пардик), Запис Којића крушка (Пардик), Запис јабука код цркве (Пардик), Запис крушка код цркве (Пардик) и Запис храст код цркве (Пардик).

## Демографија
У селу Пардик живи 337 пунолетних становника, а просечна старост становништва износи 49,1 година (46,8 код мушкараца и 51,5 код жена). У селу има 108 домаћинстава, а просечан број чланова по домаћинству је 3,56.
Ово село је у потпуности насељено Србима (према попису из 2002. године), а у последња три пописа, примећен је пад у броју становника.
|  |

| Демографија | Демографија | Демографија |
| Година      | Становника  | Становника  |
| ----------- | ----------- | ----------- |
| 1948.       | 720         |             |
| 1953.       | 747         |             |
| 1961.       | 695         |             |
| 1971.       | 614         |             |
| 1981.       | 572         |             |
| 1991.       | 489         | 482         |
| 2002.       | 385         | 388         |

| Етнички састав према попису из 2002.‍ | Етнички састав према попису из 2002.‍ | Етнички састав према попису из 2002.‍ | Етнички састав према попису из 2002.‍ | Етнички састав према попису из 2002.‍ |
| ------------------------------------ | ------------------------------------ | ------------------------------------ | ------------------------------------ | ------------------------------------ |
|                                      |                                      |                                      |                                      |                                      |
| Срби                                 | Срби                                 |                                      | 385                                  | 100,0%                               |
| непознато                            | непознато                            |                                      | 0                                    | 0,0%                                 |

| Година пописа     | 1948. | 1953. | 1961. | 1971. | 1981. | 1991. | 2002. |
| ----------------- | ----- | ----- | ----- | ----- | ----- | ----- | ----- |
| Број домаћинстава | 134   | 136   | 145   | 132   | 122   | 114   | 108   |

| Број чланова      | 1  | 2  | 3  | 4  | 5  | 6  | 7 | 8 | 9 | 10 и више | Просек |
| ----------------- | -- | -- | -- | -- | -- | -- | - | - | - | --------- | ------ |
| Број домаћинстава | 16 | 30 | 14 | 10 | 14 | 14 | 7 | 3 | 0 | 0         | 3,56   |

| Пол    | Укупно | Неожењен/Неудата | Ожењен/Удата | Удовац/Удовица | Разведен/Разведена | Непознато |
| ------ | ------ | ---------------- | ------------ | -------------- | ------------------ | --------- |
| Мушки  | 174    | 33               | 120          | 17             | 2                  | 2         |
| Женски | 179    | 20               | 122          | 33             | 4                  | 0         |
| УКУПНО | 353    | 53               | 242          | 50             | 6                  | 2         |

| Пол    | Укупно                    | Пољопривреда, лов и шумарство | Рибарство                            | Вађење руде и камена | Прерађивачка индустрија       |
| ------ | ------------------------- | ----------------------------- | ------------------------------------ | -------------------- | ----------------------------- |
| Мушки  | 122                       | 84                            | 0                                    | 0                    | 10                            |
| Женски | 90                        | 81                            | 0                                    | 0                    | 2                             |
| УКУПНО | 212                       | 165                           | 0                                    | 0                    | 12                            |
| Пол    | Производња и снабдевање   | Грађевинарство                | Трговина                             | Хотели и ресторани   | Саобраћај, складиштење и везе |
| Мушки  | 0                         | 6                             | 2                                    | 3                    | 7                             |
| Женски | 0                         | 0                             | 3                                    | 0                    | 0                             |
| УКУПНО | 0                         | 6                             | 5                                    | 3                    | 7                             |
| Пол    | Финансијско посредовање   | Некретнине                    | Државна управа и одбрана             | Образовање           | Здравствени и социјални рад   |
| Мушки  | 0                         | 1                             | 1                                    | 0                    | 4                             |
| Женски | 0                         | 0                             | 0                                    | 2                    | 2                             |
| УКУПНО | 0                         | 1                             | 1                                    | 2                    | 6                             |
| Пол    | Остале услужне активности | Приватна домаћинства          | Екстериторијалне организације и тела | Непознато            | Непознато                     |
| Мушки  | 1                         | 0                             | 0                                    | 3                    | 3                             |
| Женски | 0                         | 0                             | 0                                    | 0                    | 0                             |
| УКУПНО | 1                         | 0                             | 0                                    | 3                    | 3                             |